# Lonchaea sylvatica
Lonchaea sylvatica is een vliegensoort uit de familie van de Lonchaeidae. De wetenschappelijke naam van de soort is voor het eerst geldig gepubliceerd in 1873 door Beling.